# 광풍중학교
광풍중학교(廣豊中學校)는 충청남도 천안시 동남구 풍세면 풍서리에 있는 사립 중학교이다.

## 학교 연혁
- 1956년 3월 5일 : 충일고등공민학교 설립 (3학급, 학급당 60명)
- 1956년 6월 5일 : 충일고등공민학교 개교, 초대 이기택 교장 취임
- 1959년 3월 5일 : 충일고등공민학교 제1회 졸업(16명)
- 1964년 11월 21일 : 학교법인 광풍학원 설립 허가, 초대 홍종현 이사장 취임
- 1968년 1월 15일 : 광풍중학교 제1회 졸업 (114명)
- 2015년 12월 24일 : 고미원 이사장 취임
- 2020년 9월 1일 : 제10대 교장 황영은 취임
- 2024년 2월 2일 : 제57회 졸업(55명, 누적 7,292명)
- 2024년 3월 4일 : 2024학년도 신입생 입학(10학급 편성)

## 참고 자료
- 광풍중학교 - 한국교육학술정보원 학교알리미